# Nabón (kanton)
Nabón – kanton w Ekwadorze, w prowincji Azuay. Stolicą kantonu jest Nabón.